# Anna Maria Bisi
Pour les articles homonymes, voir Bisi.
Anna Maria Bisi née le 23 septembre 1938 à Rome et morte le 22 janvier 1990, est une archéologue italienne spécialiste du monde oriental, en particulier des Phéniciens et du monde punique.

## Biographie
Anna Maria Bisi a préparé son doctorat sous la direction de Sabatino Moscati ; elle a publié le travail issu de sa thèse sous le titre de Il grifone : dalle origini orientali al VI secolo a.C. en 1965 et, deux ans plus tard, elle  publie Le Stele puniche  dans Studi Semitici. En 1969 Anna Maria Bisi est devenue Professeur des antiquités puniques à l'Université La Sapienza de Rome, et en 1971, Professeur d'archéologie du Proche-Orient ancien à l'Université d'Urbino. Ses recherches sont centrées sur l'artisanat et l'iconographie, à travers lesquels elle a étudié la diffusion de la culture phénicienne et les relations culturelles dans le monde méditerranéen.

## Travaux
La bibliographie de Bisi comporte 150 articles.
Bisi est titulaire d'un doctorat en 1965 pour ses travaux sur Il grifone: dalle origini orientali al VI secolo a.C. (Compte-rendu de sa thèse Delplace Christiane 1966). Elle publie en 1967 ses travaux sur le stele puniche.